# Julito
Julio Alonso Arribas (Madrid, 1 de mayo de 1930 - 2 de junio de 2013) fue un futbolista español que jugó de delantero. Es el máximo goleador en la historia del Club Deportivo Tenerife.

## Carrera
Julito Alonso Arribas debutó en Segunda División en la temporada 1950-51, jugando con el C. D. Numancia, con el que marcó 10 goles, la siguiente temporada ficharía por el Gimnástica de Torrelavega, donde marcó 7 goles. Tras sus buenas estadísticas fichó por el Atlético de Madrid de Primera División, pero no jugó ningún partido. La temporada siguiente ficharía por el C. D. Tenerife. En el Tenerife marcó un total de 107 goles y consiguió un Trofeo Pichichi de Segunda División en la temporada 1954-55, con 25 goles y se convertiría en el máximo goleador en la historia club. Después de 9 temporadas en el Tenerife, se retiraría en la temporada 1961-62 con el Tenerife jugando en Primera División.

## Trayectoria
| Club                      | País   | Periodo   | Partidos | Goles |
| ------------------------- | ------ | --------- | -------- | ----- |
| C. D. Numancia            | España | 1950-1951 | 32       | 10    |
| Gimnástica de Torrelavega | España | 1951-1952 | 26       | 7     |
| Atlético de Madrid        | España | 1952-1953 | 0        | 0     |
| C. D. Tenerife            | España | 1953-1962 | 231      | 105   |